# 萨尔塔
萨尔塔位于阿根廷西北部安第斯山脉脚下，是萨尔塔省的首府，人口464,678（2001年）。

## 歷史
薩爾塔於1582年4月16日由西班牙征服者埃爾南多·德·勒馬創立。該城是秘魯利馬和首都布宜諾斯艾利斯之間的前哨站。在阿根廷獨立戰爭期間，薩爾塔成為具有戰略意義的商業和軍事中心。
在獨立戰爭之後，該地經濟陷入衰退，這種情況在 19世紀的大部分時間裡一直存在。然而，在19世紀末和20世紀初，意大利、西班牙和阿拉伯移民，尤其是敘利亞人和黎巴嫩人的到來，在整個地區恢復了貿易和農業，同時進一步增強了這座城市的多元文化氣息。

## 氣候
氣候溫暖乾燥。年降水量756毫米，平均氣溫16.4℃（夏季20.4℃，冬季10.8℃）。一月和二月是降雨量最多的月份。

## 圖像

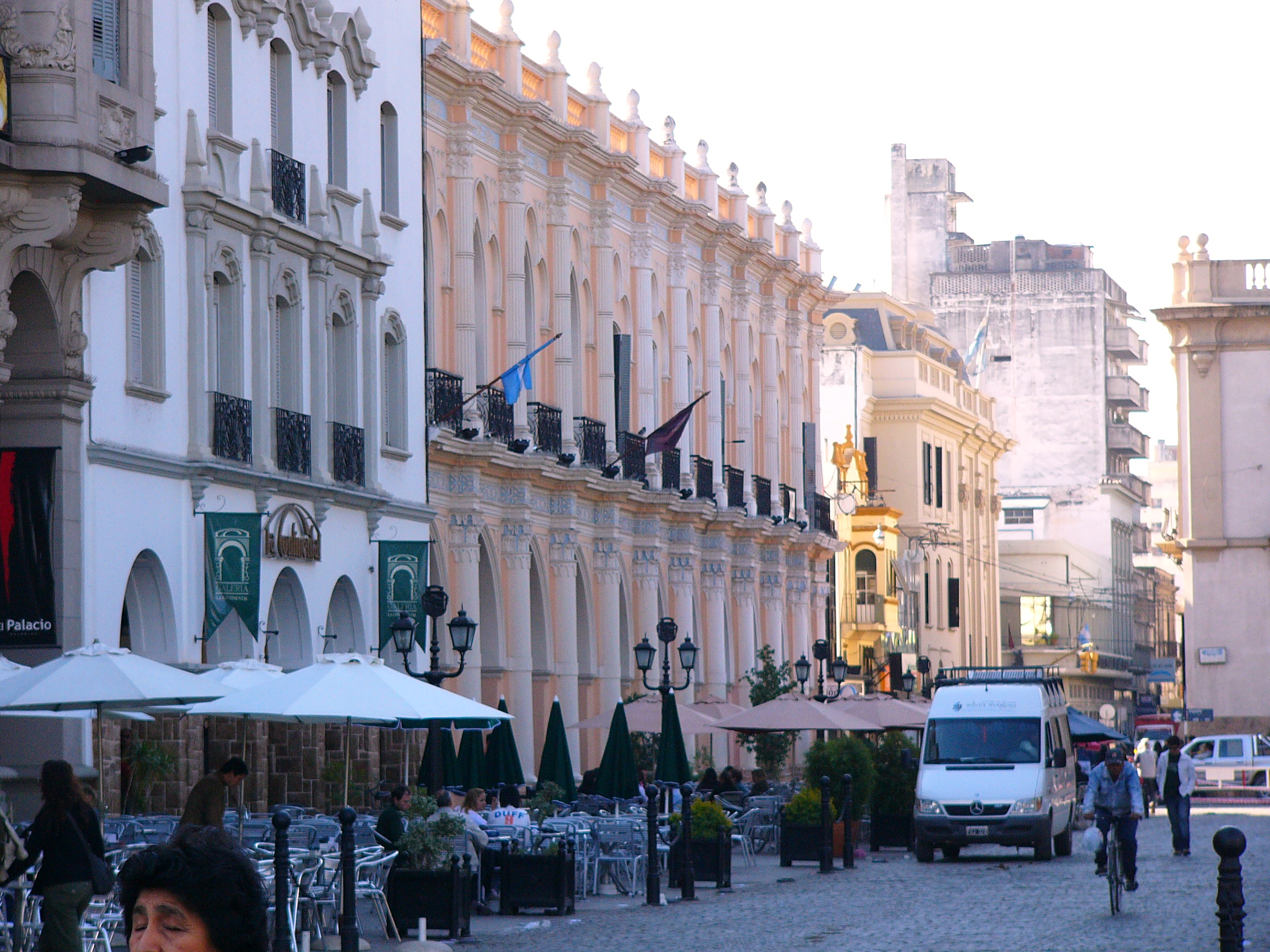
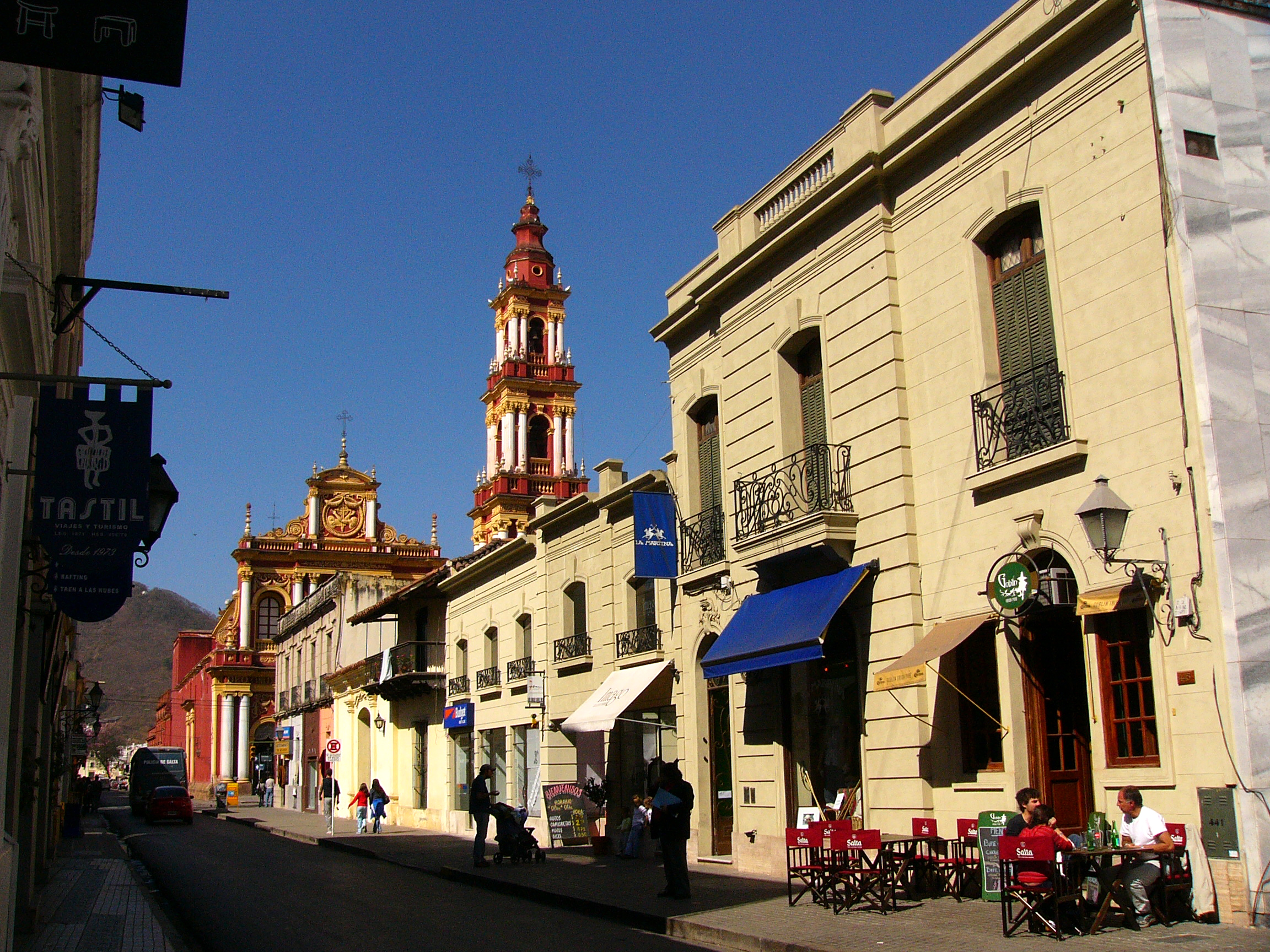
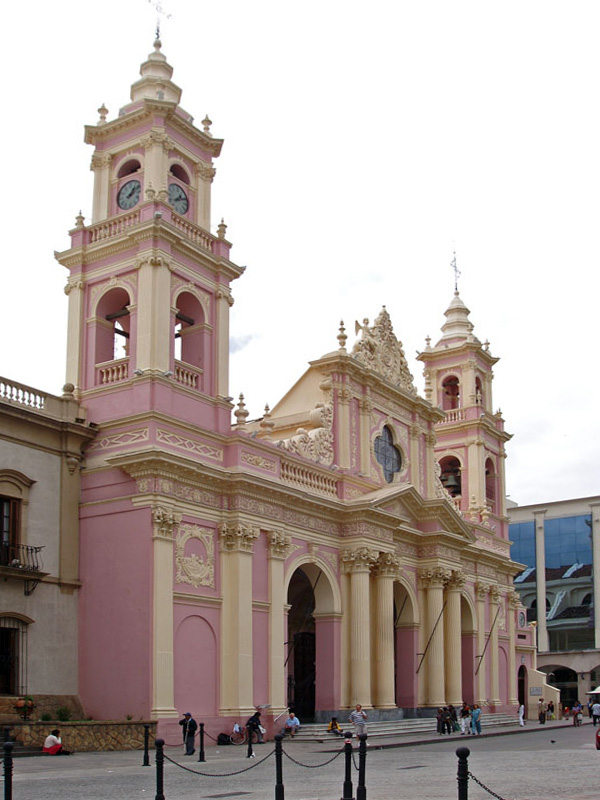